# 博特略斯
博特略斯是巴西米纳斯吉拉斯州的一个市镇。总面积333.666平方公里，总人口14853人，人口密度44.5人/平方公里。